# Île Guidoiro Areoso
La} Île Guidoiro Areoso, en espagnol : Isla Giodoiro Areoso et en galicien : Illa Guidoiro Areoso), fait partie d'un archipel situé à l'est de la commune et île espagnole d'Arousa.

## Description
Située à l'est de l'île Guidoiro Pedregoso, elle fait partie du Complexe intermareal Umia-O Grove, une réserve naturelle englobant diverses îles et îlots composant un archipel avec l'Île de La Rúa et le sud de l'île d'Arousa.
Elle a une superficie de 9 ha et est la plus grande de l'archipel de Rúa et Os Guidoiros dans la ria de Arosa. Elle ne mesure que 600 m de long du nord au sud sur 200 m à son point le plus large et n'atteint que m au-dessus du niveau de la mer à son point le plus élevé. C'est un îlot peu élevé et constitué presque entièrement de sable. La moitié nord est occupée par une dune active, tandis que la moitié sud est un mélange d'affleurements granitiques et d'une dune végétalisée avec des plantes herbacées. L'île entière est entourée de récifs au bord de l'eau, même dans les parties où il y a plus de sable en surface.

## Patrimoine archéologique
Malgré sa taille, on remarque la présence de divers vestiges archéologiques, notamment plusieurs dolmens ou tumulus mégalithiques. À la fin des années 1980, l'archéologue J. Manuel Rey a localisé à sa surface trois structures mégalithiques, dont il a fouillé deux, ainsi qu'un établissement du début de l'âge du bronze dans lequel, avec des céramiques et d'autres pièces, d'abondants restes de faune domestique (vaches, porcs et moutons ou chèvres) ont été récupérés. 
Il ne semble pas y avoir eu d'occupation humaine après cette date. Il n'a trouvé que les restes d'une amphore romaine provenant probablement d'une épave de navire coulée à proximité. Malgré cela, Areoso continua d'être fréquenté à la fois pour la cueillette de coquillages et pour l'extraction de granit destiné à l'exploitation de carrières.

## Faune et flore

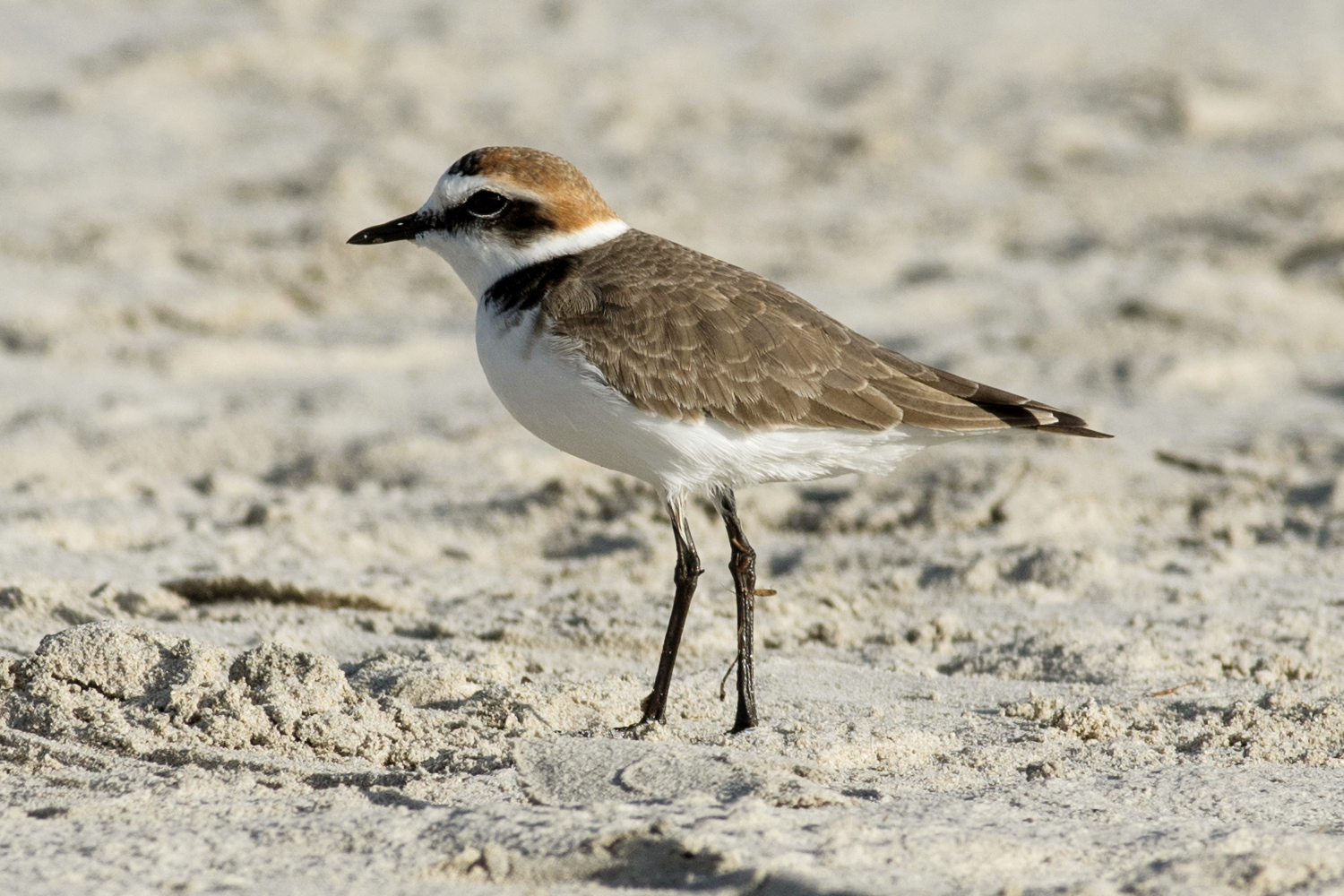
Anarhynchus alexandrinus

Areoso est reconnu pour ses communautés biologiques uniques, adaptées aux environnements dunaires et salés. Il fait partie du complexe intermareal Umia-O Grove, une zone de haute valeur écologique et biologique. Les plages constituent un habitat important pour une diversité d'oiseaux aquatiques et marins, tels que le pluvier à collier interrompu (Anarhynchus alexandrinus) et le cormoran huppé (Gulosus aristotelis), et la zone est classée comme Zone de Protection Spéciale pour les Oiseaux (ZEPA), cruciale notamment pendant les périodes de migration où elle sert de refuge et de source de nourriture à ces espèces.
Les espèces de flore présentes dans les dunes d'Areoso, comme le panicaut maritime (Eryngium maritimum), sont fondamentales pour la stabilisation des dunes grâce à leur capacité à fixer le sable avec leurs racines profondes. 

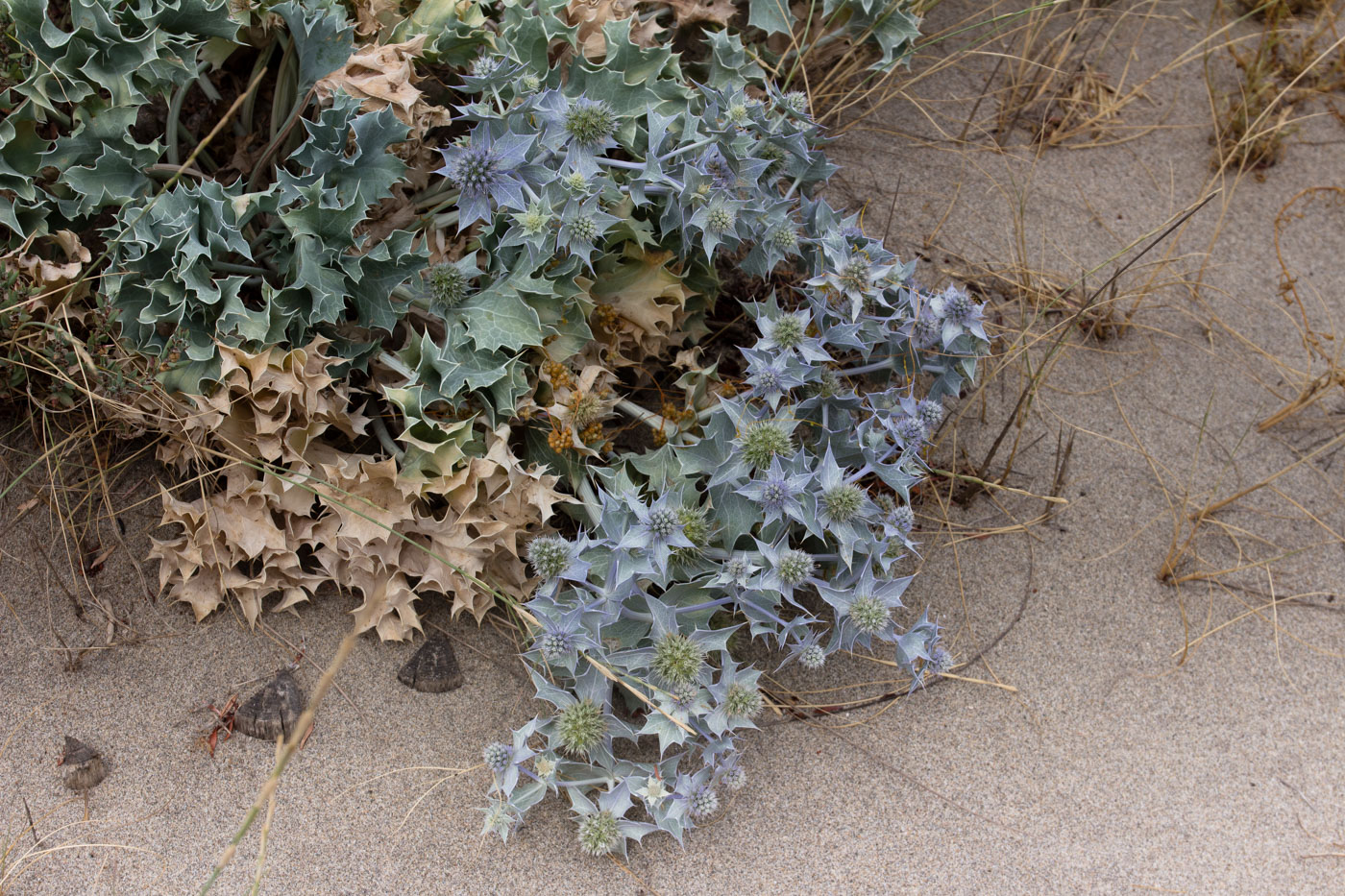
Panicaut maritime.

Son importance écologique a conduit à l’imposition de certaines restrictions d’accès et d’utilisation afin de préserver les habitats naturels et d’éviter de perturber les espèces qui y résident et y nichent. Des limitations ont été établies concernant les mouillages de bateaux et le nombre de visites, ainsi que l'interdiction d'activités telles que le camping et la pêche récréative, entre autres.

## Galerie
